# Monica Rambeau
Pour les articles homonymes, voir Captain Marvel (Marvel Comics).
Monica Rambeau est une super-héroïne évoluant dans l'univers Marvel de la maison d'édition Marvel Comics. Créé par le scénariste Roger Stern et le dessinateur John Romita Jr., le personnage de fiction apparaît pour la première fois dans le comic book Amazing Spider-Man Annual #16 en octobre 1982.
Principalement connue sous l’identité de Captain Marvel, elle a aussi utilisé les noms de code Photon et Pulsar. Depuis 2013, elle apparaît dans la deuxième série Les Puissants Vengeurs (Mighty Avengers) sous le nom de code Spectrum.
Dans l'univers cinématographique Marvel, le personnage de Monica Rambeau apparaît enfant dans le film Captain Marvel (2019), puis en tant qu'adulte dans la série WandaVision (2021) et dans le film The Marvels (2023), incarnée par l'actrice Teyonah Parris.

## Historique de la publication
Après sa création par Roger Stern et John Romita Jr. dans Amazing Spider-Man Annual #16 (1982), le personnage de Monica Rambeau apparaît régulièrement dans la série Avengers (vol. 1), de 1983 à 1992.
Elle a aussi été le personnage principal de deux numéros spéciaux :
- dans Giant-size Special Captain Marvel #1 : « The Dream Is The Truth » (1989), scénarisé par Dwayne McDuffie ;
- dans Captain Marvel #1 : « Speaking Without Concern » (1994), scénarisé par Dwayne McDuffie.

## Biographie du personnage

### Captain Marvel II
À ses débuts, Monica Rambeau est une femme afro-américaine, lieutenant de l'US Coast Guard (les garde-côtes américains) à La Nouvelle-Orléans. Alors qu'elle essaie de récupérer le prototype d'une arme développée par un scientifique sur une plateforme offshore de la Roxxon Oil, elle est bombardée d'énergie. Elle acquiert alors le pouvoir de se transformer en n’importe quelle forme d’énergie. Les médias la surnomment Captain Marvel, devenant ainsi le second Captain Marvel de l'univers Marvel.
Elle se heurte peu après à la Chose, Spider-Man et aux Vengeurs. Elle devient à la suite membre des Vengeurs, devenant même à un moment leur leader en remplacement Captain America, elle a du mal à accepter son surnom, mais les Vengeurs la considèrent comme un apport important à l'équipe.
Ses pouvoirs sont brièvement altérés, ce qui l’empêche de se transformer, générant à la place un champ de force personnel. Grâce au Docteur Strange, elle retrouve sa capacité à se transformer en énergie.

### Photon
Dans Avengers Unplugged #5 (1996), Monica Rambeau rencontre le fils de Captain Mar-Vell : Legacy (Genis-Vell). Elle lui cède le titre de « Captain Marvel » (c'est alors le troisième personnage de Marvel à porter ce nom) et plus tard prend le nom de Photon, portant à cette occasion un nouveau costume.

### Pulsar
Par la suite, Monica Rambeau se rebaptise Pulsar après que Genis-Vell adopte le nom de « Photon », lui volant ainsi son identité de super-héroïne pour la seconde fois ; cependant, elle opère par la suite sous son vrai nom de Monica Rambeau. Elle est alors le leader de l'équipe Nextwave qui fait partie de H.A.T.E. (« Highest Anti-Terrorism Effort »).

### Civil War
Lors du crossover Civil War, Monica Rambeau fait partie des Vengeurs secrets de Captain America et s'enregistre. Elle fait partie aussi de l'Initiative.
Elle collabore ensuite avec la Panthère noire pour débarrasser La Nouvelle-Orléans d'une invasion de vampires.

### Spectrum
Depuis 2013, Monica Rambeau apparaît dans la deuxième série Mighty Avengers sous le nom de Spectrum.

## Biographie

### Origines
Monica Rambeau est née à la Nouvelle-Orléans, en Louisiane, de Frank et Maria Rambeau. Elle était lieutenant dans la patrouille portuaire de la Nouvelle-Orléans, où elle opérait en tant que capitaine de cargo. En essayant d'arrêter une arme dangereuse, Rambeau a été exposée à une énergie extra-dimensionnelle et est devenue capable de convertir son corps en énergie. Après cet événement, les médias l'ont surnommée "Capitaine Marvel". pouvoirs pour lutter contre la criminalité sous ce nom. Ben Grimm lui a dit que le nom avait été utilisé à l'origine par le regretté héros Kree Mar-Vell, mais Grimm lui a assuré que "[Marvel] ne me dérangerait pas. Je ne suis probablement pas non plus la seule 'chose' au monde. »

### Chez les Avengers, puis perte de pouvoirs
Rambeau a demandé l'aide des Avengers pour maîtriser ses nouveaux pouvoirs et est devenue membre en formation, les aidant bientôt contre Egghead. Lié d'amitié et encadré par les vétérans des Avengers, Captain America et la Guêpe, le capitaine Marvel est rapidement devenu membre à part entière après la bataille contre Plantman. Elle est devenue leur première héroïne afro-américaine. Elle a aidé le docteur Strange et la sorcière rouge à combattre Dracula.
Deux des ennemis de Rambeau sont la psychiatre super puissante Moonstone (Karla Sofen) et le puissant pion de Moonstone, Blackout (Marcus Daniels), qui manie la Darkforce. Capitaine Marvel les a rencontrés pour la première fois lorsque les Avengers se sont opposés à l'évasion du duo de l'incarcération dans Projet : PEGASUS. Après cela, Rambeau a temporairement perdu sa capacité à reprendre sa forme humaine lors d'une bataille contre le Dr Eric Paulson, dans laquelle elle a combattu aux côtés de Spider-Man et Starfox. Elle était avec l'équipe lorsque le Beyonder les a enlevés ainsi que d'autres super-héros de la Terre pour la première saga Secret Wars.
Moonstone et Blackout sont revenus en tant que membres des Maîtres du Mal du Baron Zemo, participant à une occupation du manoir Avengers et piégeant Rambeau dans la dimension Darkforce. Avec l'aide de Cloak, Rambeau a pu s'échapper à temps pour aider à reprendre le manoir. Pendant la bataille, Moonstone devint temporairement paralysé et Blackout mourut. Un autre des premiers ennemis majeurs de Rambeau était le pirate interstellaire meurtrier Nebula, qui a envoyé Rambeau dans l'espace pendant une période prolongée avant de retrouver les Avengers.
Rambeau remplaça plus tard la Guêpe en tant que chef des Avengers, les commandant dans les batailles contre les X-Men, les Dieux de l'Olympe et les Super-Adaptoïdes. Elle a passé beaucoup de temps à arbitrer les querelles entre Hercules et le Sub-Mariner, et à s'occuper du télépathe fourbe, le Dr Druid, qui cherchait à la supplanter en tant que leader des Avengers et sapait son autorité à chaque occasion.
Lorsque membre honoraire des Avengers et épouse du sous-marin Marrina s'est transformée en gigantesque monstre marin Léviathan, Capitaine Marvel a mené la chasse à la créature. Au cours de la bataille qui a suivi, Rambeau s'est transformée en un énorme éclair pour tenter d'arrêter la bête. Elle est entrée en contact avec l'eau et s'est accidentellement conduite à la surface de l'océan, dispersant ses atomes si largement qu'elle a à peine retrouvé sa forme physique. Elle s'est reformée comme l'enveloppe frêle et flétrie d'une femme dépourvue de super-pouvoirs.

### Pouvoirs retrouvés
Après avoir pris sa retraite de l'équipe, Rambeau a retrouvé d'abord sa santé physique, puis finalement ses pouvoirs, développant initialement la capacité de manipuler l'énergie mécanique pour divers effets. Elle a repris la lutte contre le crime, affrontant des ennemis tels que le seigneur du crime brésilien Kristina Ramos, Moonstone et Powderkeg. En même temps, elle a servi comme capitaine de cargo dans la compagnie maritime de son ami Ron Morgan avant de démarrer sa propre entreprise d'affrètement.
Rambeau est resté en contact avec les Avengers et a servi comme réserviste.
Lorsqu'un groupe d'extraterrestres se faisant appeler Starblasters tenta d'éloigner la lune de la Terre, Quasar réunit une équipe composée de certains des héros les plus puissants du monde, recrutant Rambeau, Carol Danvers, Black Bolt, Hyperion, Ikaris, Darkstar, Vanguard et Perun. . Au cours de cette aventure, ses pouvoirs d'origine se sont progressivement régénérés, revenant pleinement lorsque l'extraterrestre accélère le processus.

### Le retour chez les Avengers
Après le retour des principaux Avengers de l'univers de poche créé par Franklin Richards, presque tous les membres actuels et anciens des Avengers ont été piégés dans une malédiction créée par Morgan Le Fay où ils l'ont servie comme soldats dans une garde appelée Queen's Vengeance. En raison de sa forte loyauté envers le groupe, Rambeau, sous le nom de Daystar, fut l'un des premiers Avengers à retrouver sa volonté et à se rebeller contre la sorcière.
Plus tard, lorsque Photon a été attaquée par le Wrecking Crew lors du Mardi Gras de la Nouvelle-Orléans, elle a demandé de l'aide aux Avengers et a fini par être impliquée dans une aventure dans le monde d'Arkon avec le groupe et son ancien camarade Avenger, Black Knight.
Pendant un certain temps, la mère de Rambeau a intercepté ses appels aux Avengers par crainte pour la sécurité de sa fille. Après avoir découvert cette tromperie, Rambeau dirigea une force non officielle d'Avengers contre les « Infinis », qui prévoyaient de déplacer la galaxie. Ensuite, Photon a été impliquée dans les événements de Maximum Security et s'est battue avec ses anciens coéquipiers contre Bloodwraith, Lord Templar et Pagan.
Après cela, Rambeau a aidé l'équipe dans la station de surveillance de l'espace lointain avec Quasar et Living Lightning, appelés à l'action dans Kang's War,[60] (soutenant également son amie Janet van Dyne et conseillant la nouvelle recrue Triathlon sur son projet actuel. problèmes en tant que nouveau membre de l'équipe), dans la crise mondiale provoquée par Zodiac, et lorsque la Sorcière Écarlate a souffert d'une dépression nerveuse et a attaqué les Avengers.
De Pulsar à Nextwave
Lorsque Genis-Vell a voulu se forger une nouvelle identité, il a commencé à s'appeler Photon. Rambeau l'a confronté mais a décidé de laisser Genis garder le pseudonyme de Photon après avoir trouvé un nom qu'elle préférait, Pulsar.
Rambeau a ensuite dirigé l'équipe Nextwave, qui fait partie de l'effort antiterroriste le plus élevé (H.A.T.E.), contre les armes inhabituelles de destruction massive créées par Beyond Corporation©, où elle a évité d'utiliser un nom de code et a porté un nouvel uniforme.
Pendant la guerre civile des super-héros, Rambeau était membre des Secret Avengers de Captain America, mais s'est également inscrit comme membre de l'Initiative.
Lorsque frère Voodoo a demandé l'aide de Rambeau pour traquer certains sorciers maléfiques, elle a révélé une ancienne relation avec frère Voodoo avec Black Cat, Hellcat et Firestar. Malgré sa rupture, Voodoo avait toujours des sentiments pour Rambeau. Elle a accepté de l'aider, ravivant ainsi leur relation.
Elle a ensuite assisté à la fête d'anniversaire d'Emma Frost à Las Vegas où elle a aidé à résoudre une crise cosmique impliquant Frankie Raye.
Le groupe a continué à se réunir en partie grâce à son soutien à Firestar, qui s'était remise d'un cancer du sein. Elle a aidé Carol Danvers dans une enquête dans le golfe.

### Mighty Avengers
Au cours du scénario d'Infinity, Monica Rambeau a pris le nom de Spectrum alors qu'elle poursuivait le criminel Blue Streak. Même les policiers qui l'ont arrêté ont été impressionnés par son dernier pseudonyme et son nouveau costume. Par la suite, Monica est devenue chef de terrain de la nouvelle équipe Mighty Avengers de Luke Cage..

## Révélation importante
C'est dans Monica Rambeau: Photon #4, écrit par Eve L. Ewing et illustré par Luca Maresca, que la super-héroïne découvre grâce au Beyonder une vérité sur elle-même qu'elle avait enfouie depuis sa plus tendre enfance, à savoir qu'elle est une mutante.

## Pouvoirs et capacités
À la suite d'une modification cellulaire, Monica Rambeau peut, par simple volonté, se transformer en tout type d'énergie présente dans le spectre électromagnétique (rayons gamma, ultraviolet, infrarouge, micro-ondes, ondes radio, lumière visible, électricité, etc.).
En complément de ses pouvoirs, Monica Rambeau est une tacticienne talentueuse qui possède des aptitudes certaines pour le commandement. Du fait de sa carrière chez les gardes-côtes de l'US Coast Guard, elle est compétente dans l'utilisation des armes à feu. C'est par ailleurs une bonne nageuse, doté d'un physique athlétique et qui a été formée au combat au corps à corps par Captain America, l'un des meilleurs entraîneurs de l'univers Marvel dans cette discipline.
- Transformée, Monica Rambeau est intangible, parfois même invisible et peut voler dans les airs. Sous sa forme lumineuse, elle peut atteindre la vitesse de la lumière. En se concentrant, elle peut retrouver un état solide pendant quelques instants. Sous sa forme d'énergie, elle peut aussi voyager dans le vide de l'espace sans aide extérieure.
- Qu'elle soit sous sa forme humaine ou d'énergie, elle est capable de projeter des rafales d'énergie destructrices, équivalentes à 300 tonnes de TNT au maximum. Elle peut aussi absorber et manipuler tout types d'énergie à sa guise.
- En se concentrant, elle peut projeter des rayons holographiques pour modéliser des objets ou des êtres à l’apparence réaliste, bien qu'ils ne possèdent pas d'ombre.
- On l'a déjà vu réussir l'exploit de se scinder en plusieurs formes d'énergie miniatures, celles-ci restant sous son contrôle et pouvant se déplacer à la vitesse de la lumière.

## Publications du personnage
Captain Marvel II :
- Amazing Spider-Man Annual #16 (dec. 1982)
- Avengers (vol.I, 1983-1992) #227-279, 281-294, 305, 329-330, 332-333, & 345, 347
- Hulk # 281-284, 320-323
- Secret Wars # 1-12
- Avangers Annual #12-16, 18-19
- Giant-size Special Captain Marvel (1989) #1 numéro unique (one-shot), aussi référencé comme Captain Marvel Special
- Captain Marvel : Speaking Without Concern, (1994) #1 titres sur la couverture : no hate, Free your mind, numéro unique (one-shot), aussi référencé comme Captain Marvel Special 2
- Quasar # 17, 33, 41-42, 54-57
- Starblast (1994) # 1-4
- Captain Marvel vol. 2 (1996) #2

Photon :
- Avengers:Unplugged #5 (1996)
- Avengers (vol.3, 1998-2002) #1-4, 16-18, 27, 35-38, 41, 46, 48, 50, 52-53, 55, 58-59
- Avengers: Infinity #1-4
- Maximum Security (2000-2001) #2-3
- Avengers Annual (2001)
- The Order (2002) #5-6
- Avengers (vol.3, 2004) : Avengers Dissassembled # 501-503, finale
- Civil War # 5-6
- New Thunderbolts #8

Nextwave :
- New Thunderbolts #9 (Pulsar)
- Nextwave: Agents of H.A.T.E. (2006) #1-10 (Pulsar/Monica Rambeau)
- Punisher, War Journal (2007) # 2-3 (Pulsar)
- Black Panther (2005) #12-13 (Monica Rambeau)
- Black Panther (2007) # 24-25 (Civil War), 35-36 (Pulsar)

## Apparition dans d'autres médias

### Cinéma
Interprétée par Akira Akbar dans l'univers cinématographique Marvel
Monica Rambeau apparaît enfant dans le film Captain Marvel (2019), le 21e film de l'univers cinématographique Marvel, incarné par l'actrice Akira Akbar.
Dans ce film, elle est la fille de Maria Rambeau, une pilote de chasse et meilleure amie de Carol Danvers. Elle s'allie à Danvers dans le combat que celle-ci mène contre les extraterrestres Kree.

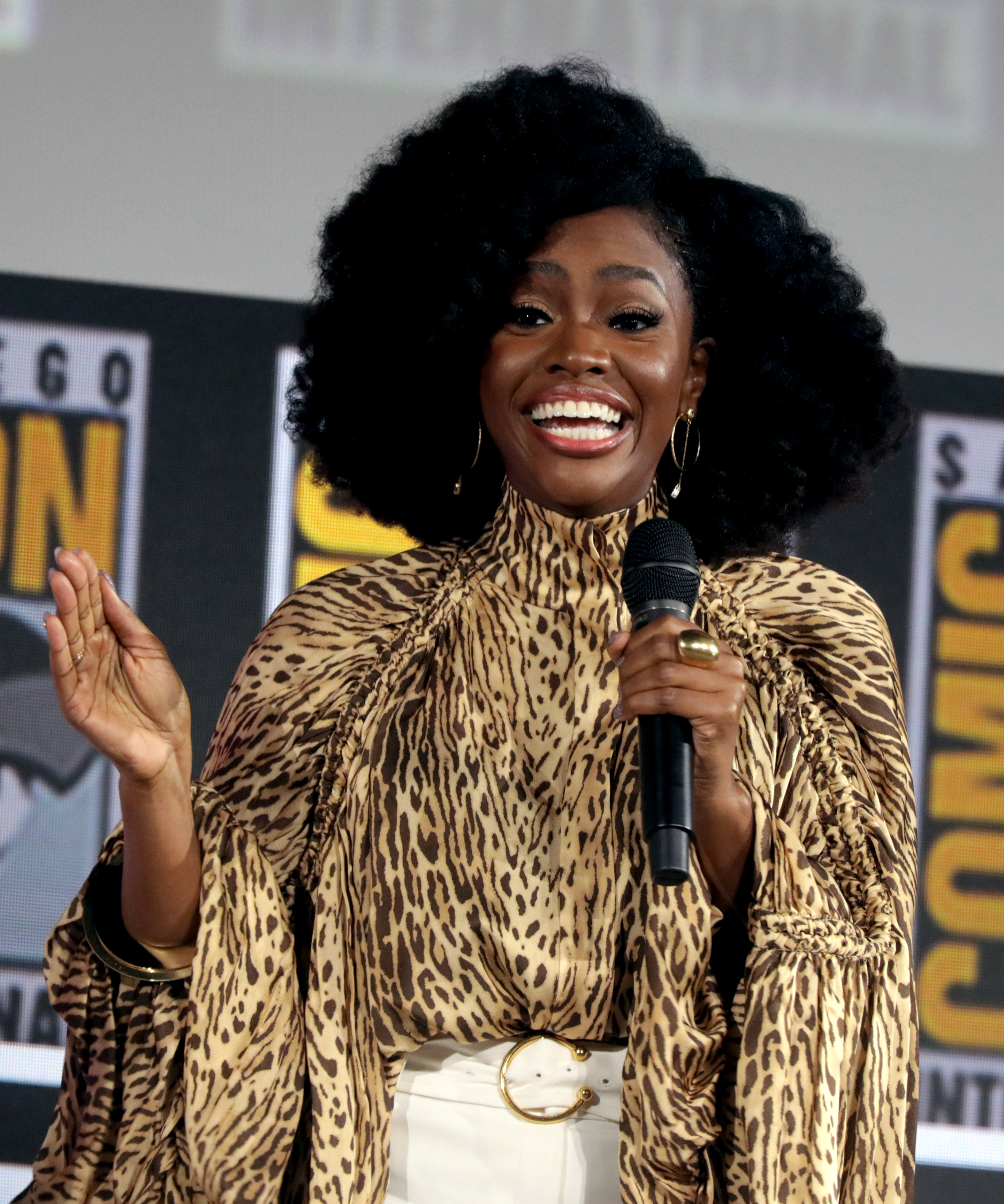
L'actrice Teyonah Parris interprète le personnage de Monica Rambeau au cinéma et à la télévision.

Interprétée par Teyonah Parris dans l'univers cinématographique Marvel
- The Marvels (2023), film de Nia DaCosta.

### Télévision
Le personnage de Monica Rambeau apparaît sous sa forme adulte, dans un premier temps avec le personnage de Geraldine, dans la série WandaVision (2021), incarné par l’actrice Teyonah Parris
Dans cette série, le personnage évolue dans l'univers Sitcom crée par Wanda Maximoff, passant des années 1960 aux années 1970 avant d'être brutalement expulsé de ce monde fictif que la Sorcière rouge a créé.
C’est en traversant à plusieurs reprises le « mur du Hex » que Monica obtient des super-pouvoirs, qui ne semblent ne pas être encore totalement déterminés. On la voit seulement « visualiser » toutes les formes d'énergie, résister aux pouvoirs de Wanda et, dans le dernier épisode, s'interposer entre le directeur du S.W.O.R.D. Tyler Hayward et les enfants jumeaux de Wanda, en absorbant toutes les balles que tire ce dernier en déchargeant son revolver.